# Сестри Вачовскі
Лана Вачовскі (англ. Lana Wachowski, при народженні Лоренс «Ларрі» Вачовскі, англ. Laurence «Larry» Wachowski, нар. 21 червня 1965) та Ліллі Вачовскі (англ. Lilly Wachowski, при народженні Ендрю Пол «Енді» Вачовскі, англ. Andrew Paul «Andy» Wachowski, 29 грудня 1967) — відомі американські сценаристки й режисерки польського походження.
Стали відомими після виходу у світ фільму-трилогії «Матриця». До 2008 року, коли Лана здійснила трансгендерний перехід, були відомі як Брати Вачовскі (за польською вимовою — Брати Ваховскі). 8 березня 2016 року Ліллі Вачовскі також здійснила трансгендерний перехід, після чого режисерки стали відомі як сестри Вачовскі.
У 2016 році Лана Вачовскі знялася для весняної рекламної кампанії колекції Marc Jacobs.

## Життєпис
Лана й Ліллі народилися в польсько-американській сім'ї в місті Чикаго. Їхня мати була медсестрою, а батько — бізнесменом. За словами Вачовські, їхній батько був атеїстом, а мати — колишньою католичкою, яка перейшла в шаманізм. Своєрідна релігійна атмосфера в родині вплинула на майбутню творчість дуету.
Вачовскі закінчили початкову школу в Чикаго, громадську школу Вітні Янг (англ. Whitney Young High School). Вони брали участь у шкільному театрі й телебаченні, але завжди були за сценою. Згодом Ліллі вступила до коледжу Емерсон в Бостоні, а Лана — в Бард-коледж в північній частині штату Нью-Йорк. Вачовскі пішли з коледжів, не закінчивши навчання. Після цього вони зайнялися будівельним бізнесом і почали розробляти ідею фільму «Матриця». До шоу-бізнесу працювали теслями в Чикаго, у вільний час створюючи комікси.

## Фільмографія
| Рік        | Фільм або серіал                                | У ролі:       | У ролі:     | У ролі:    |
| Рік        | Фільм або серіал                                | Кінорежисерів | Сценаристів | Продюсерів |
| ---------- | ----------------------------------------------- | ------------- | ----------- | ---------- |
| 1995       | Убивці / Assassins                              | Ні            | Так         | Ні         |
| 1996       | Зв'язок / Bound                                 | Так           | Так         | Ні         |
| 1999       | Матриця / The Matrix                            | Так           | Так         | Так        |
| 2003       | Матриця: Перезавантаження / The Matrix Reloaded | Так           | Так         | Так        |
| 2003       | Матриця: Революція / The Matrix Revolutions     | Так           | Так         | Так        |
| 2003       | Аніматриця / The Animatrix                      | Так           | Так         | Так        |
| 2005       | V означає Вендетта / V for Vendetta             | Ні            | Так         | Так        |
| 2007       | Вторгнення / The Invasion                       | Ні            | Так         | Ні         |
| 2008       | Спіді Гонщик / Speed Racer                      | Так           | Так         | Так        |
| 2009       | Ніндзя-вбивця / Ninja Assassin                  | Ні            | Ні          | Так        |
| 2012       | Хмарний атлас / Cloud Atlas                     | Так           | Так         | Так        |
| 2015       | Піднесення Юпітер / Jupiter Ascending           | Так           | Так         | Так        |
| 2015—2018  | Восьме чуття / Sense8                           | Так           | Так         | Так        |
| 2019- нині | Працюючи над собою / Work in Progress           | Ні            | Так         | Ні         |
| 2021       | Матриця: Воскресіння                            | Лана          | Лана        | Лана       |